# Summer Nights (Marianne Faithfull)
"Summer Nights" is een nummer van de Britse zangeres Marianne Faithfull uit 1965.
Het nummer is uitgebracht op single met "The Sha La La Song" als B-kant. Tegelijkertijd werd het uitgebracht als onderdeel van de single met "As Tears Go By" (haar debuutsingle uit 1964) en "This Little Bird" op de A-kant en "Come and Stay With Me" and "Summer Nights" als B-kant. Later werd het nummer ook toegevoegd aan het studio-album "Go Away From My World" dat alleen voor de Amerikaanse markt werd uitgebracht. Het nummer werd voor het eerst opgenomen op een album voor de internationale markt in 1969, met het verzamelalbum "The World of Marianne Faithfull".
De single werd Faithfulls vierde top-10-hit op rij in het Verenigd Koninkrijk. In de Nederlandse Top 40 kwam het niet verder dan een 26e plek.

## NPO Radio 2 Top 2000
| Nummer met noteringen in de NPO Radio 2 Top 2000 | '99  | '00  | '01-'03 | '04  |
| ------------------------------------------------ | ---- | ---- | ------- | ---- |
| Summer Nights                                    | 1628 | 1522 | -       | 1985 |

1. ↑  Een '-' betekent dat het nummer niet was genoteerd en een vetgedrukt getal geeft de hoogste notering aan.
2. ↑  Deze tabel is bijgewerkt tot en met de laatste editie (2024).